# Regína Ósk Óskarsdóttir
Regína Ósk, celým jménem Regína Ósk Óskarsdóttir (* 21. prosince 1977 Reykjavík, Island), je islandská zpěvačka.

## Biografie
Regína Ósk se narodila 21. prosince 1977 v Reykjavíku.
V mládí vyhrála dva písňové soutěže a zpívala ve školním sboru. Studovala klasický zpěv na Akademii zpěvu a pěvecké umění v Reykjavíku. Její první skupinou byla dívčí skupina Söngsystur, která se později vyvinula do oktetu 8-villt, ale v poslední době vystupuje s kapelou Nova.
V roce 1999 zpívala v muzikálu Litlu hryllingsbúðina (Malý obchod hrůz), kde se setkala se Selmou Björnsdottir, která zastupovala Island na Eurovision Song Contest 1999. Na Eurovision Song Contest 2001, 2003 a 2005 zpívala doprovodné vokály a udělala mnoho práce ve studiu.
V roce 2005 nahrála své stejnojmenné debutové sólové album Regína Ósk. Druhé album Í djúpum dal následovalo o rok později, její třetí album Ef væri ég... bylo vydáno v roce 2007 a zatím poslední Um gleðileg jól v roce 2010.
V roce 2003 se národního islandského kola Söngvakeppni Sjónvarpsins 2003 zúčastnila v duetu s Hjaltim Jónssonem s písní, která nesla název "Engu þurfum að tapa". Ve finále se neumístili.
V roce 2006 se zúčastnila islandského národního kola Laugardagslögin 2006 s písní "Þér við hlið" (Po tvém boku). S písní postoupila do finále, kde se umístila na druhém místě. Finále vyhrála Silvia Night a píseň "Til hamingju Ísland".
V roce 2008 se jako členka skupiny Eurobandið spolu s Friðrikem Ómarem zúčastnila národního islandského kola Laugardagslögin 2008. Finále, které se konalo 23. února 2008, vyhráli s písní "Fullkomið líf". Píseň byla následně přeložena a v Bělehradě zazněla anglická verze "This Is My Life". Ze semifinále se kvalifikovali z osmého místa a ve finále se umístili na 14. místě s 64 body.
V roce 2012 se opět zúčastnila národního kola Söngvakeppni Sjónvarpsins 2012 s písní "Hjartað brennur". Ve finále, do kterého postoupila, se neumístila. Vítězi byli Gréta Salóme Stefánsdóttir a Jón Jósep Snæbjörnsson, kteří zazpívali píseň "Mundu eftir mér".

## Diskografie
- 2005: Regína Ósk
- 2006: Í djúpum dal
- 2007: Ef væri ég…
- 2010: Um gleðileg jól